# Lac de Caldonazzo
Le lac de Caldonazzo est le plus grand lac entièrement dans le Trentin, en Italie, avec environ 5 km de longueur sur moins de 2 km de largeur, 5,380 km2 de superficie et d'une profondeur moyenne de 27 m et d'un maximum de 49 m.

## Nature et tourisme
C’est l’unique lac de la région où le ski nautique est praticable. On trouve de nombreux établissements balnéaire et plages libres, et avec le lac de Levico forment les deux lacs les plus chauds du Sud Europe.

## Communes limitrophes
Pergine Valsugana, Levico Terme, Tenna, Bosentino, Calceranica al Lago, Centa San Nicolò, Lavarone, Luserna, Folgaria